# جوني فلويد
جوني فلويد (بالإنجليزية: Johnny Floyd)‏ (14 يوليو 1891 بمورفريسبورو في الولايات المتحدة - 20 يوليو 1965 بشيلبيفيل في الولايات المتحدة) هو مدرب كرة سلة ولاعب كرة قدم أمريكية ولاعب كرة سلة ولاعب كرة قدم أمريكي في مركز راكض للخلف ‏. لعب مع فاندربيلت كومودورز فوتبول ‏.

## وصلات خارجية
- جوني فلويد على موقع كلية كرة السلة في سبورتس رفرنس.كوم (الإنجليزية)